# Job Kuijt
Job Kuijt (1930) é um botânico, e micologista canadense, professor na University of Victoria na Ilha Vancouver da Colúmbia Britânica e pesquisador associado do Missouri Botanical Garden. É pai do arqueólogo Ian Kuijt. Kuijt é um reconhecido taxonomista das  ervas-de-passarinho da região neotropical. Ele foi premiado com uma Bolsa Guggenheim em 1964.

## Livros
- 1954. A Literature Review of the Dwarf Mistletoes (Arceuthobium). Ed. Dept. of Agriculture. 88 p.
- 1960. Morphological aspects of parasitism in the dwarf mistletoes(Arceuthobium). Ed. University of Califórnia Press. 60 p.
- 1961. Revision of Dendrophtora (Loranthaceae). Ed. North-Holland Publising Co. 145 p. ISBN 0912861193
- 1964. A revision of the Loranthaceae of Costa Rica. 326 p.
- 1969. The biology of parasitic flowering plants. 246 p. ISBN 0520014901
- 1970. A systematic study of branching patterns in dwarf mistletoe (Arceuthobium). Vol. 22, Nº 4 de Memoirs (Torrey Botanical Clube), Torrey Botanical Clube. 38 p.
- 1975. The genus Cladocolea (Loranthaceae). Vol. 56, Nº 3 de Journal of the Arnold Arboretum. 335 p.
- 1976. Revision of the genus Oryctanthus (Loranthaceae). Vol. 95, Nº 4 de Botanische Jahrbücher für Systematik, Pflanzengeschichte und Pflanzengeographie. 57 p.
- 1980. Common coulee plants of southern Alberta. Ed. University of Lethbridge. 130 p.
- 1982. A flora of Waterton Lakes National Park. Ed. University of Alberta Press. 684 p. ISBN 0888640765
- 1986. 32 A. Eremolepidaceae ; 32 B. Viscaceae ; 32 C. Loranthaceae. Nº 24 de Flora of Equador, Statens naturvetenskapliga forskningsråd (Sweden). 198 p. ISBN 9186344331
- --------, m j Jansen-Jacobs. 2000. Flora of the Guianas. Séries A: Phanerogams Fascicle 25. Ed. Royal Botanic Gardens, Kew. 149 p. ISBN 184246213X
- 2003. Monograph of Phoradendron (Viscaceae). Vol. 66 de Systematic botany monographs. 643 p. ISBN 0912861665
- 2009. Monograph of Psittacanthus (Loranthaceae). Vol. 86 de Systematic botany monographs. 361 p. ISBN 091286186X